# Camille Readman Prud'homme
Camille Readman Prud'homme, née à Montréal en 1989, est une poétesse québécoise.
En 2018, elle remporte le prix du public de la revue littéraire Moebius pour son texte « Majesté? », puis, en 2022, le Prix des libraires du Québec, catégorie Poésie et le prix Alain-Grandbois avec son premier recueil Quand je ne dis rien je pense encore publié aux éditions de l'Oie de Cravan. Elle a également publié quelques poèmes dans les revues Zinc et Moebius. Elle poursuit des études doctorales en littérature.
Son premier recueil, Quand je ne dis rien je pense encore, a bénéficié d'un très bon accueil critique et a su toucher un large public au Québec et en Europe. Lue par l'actrice Louise Chevillote, ce recueil a fait l'objet d'une lecture musicale en ligne sur Radio France.

## Œuvres
- Quand je ne dis rien je pense encore[Quand ?]